# Bashkirtseff (cràter)
Bashkirtseff és un cràter d'impacte en el planeta Venus de 36,2 km de diàmetre. Porta el nom de Marie Bashkirtseff (1858-1884), pintora russa, i el seu nom va ser aprovat per la Unió Astronòmica Internacional el 1994.